# مگی لوکاس
مگی لوکاس (انگلیسی: Maggie Lucas؛ زادهٔ ۲۹ نوامبر ۱۹۹۱) بازیکن بسکتبال اهل ایالات متحده آمریکا است که آخرین بار برای دالاس وینگز اتحادیه ملی بسکتبال زنان (WNBA) بازی کرد. از 5 ژانویه 2021، او به Luleå Basket پیوست و در SBL بازی می کرد.

## شغل دانشگاهی
در سال آخر لوکاس، او با 21.0 امتیاز در هر بازی، رهبری بسکتبال لیدی شیرهای پن استیت را به دست آورد. او همچنین 4.2 ریباند و 2.2 پاس منجر به گل به ثبت رساند. لیدی لینز آن فصل را با رکورد کلی 24-8 به پایان رساند. او در کل 2510 امتیاز شغلی به دست آورد که دومین امتیاز در تاریخ مدرسه است. او 365 پرتاب 3 امتیازی را به ثبت رساند که دوازدهمین بالاترین امتیاز حرفه ای در تاریخ NCAA است.